# 俄罗斯方块 (Game Boy)
《俄罗斯方块》是一款任天堂于1989年在Game Boy上发行的益智类游戏。游戏是阿列克谢·帕基特诺夫基於最初開發《俄羅斯方塊》的移动版本。游戏在北美和欧洲随着掌机Game Boy捆绑发行。
彩色化重制版《俄罗斯方块DX》于1998年在Game Boy Color发行。

## 玩法
《俄罗斯方块》Game Boy版本与在其他平台上发行的同名游戏玩法相当。具有四种不同形状的图形往下坠落。游戏的目的是选择左右移动并且旋转图形，使之与底部的间隙一致而达到消除一排或多排由图形形成的横行。
随着游戏不断进行，方块图形的下降速度会加快。当图形的任意部分触及游戏界面顶端，游戏结束。
本版本的俄罗斯方块支持双人游戏模式。坚持游戏到最后的玩家获得胜利。每个玩家通过各自的Game Boy进行游戏。两个掌机通过游戏连接线连接。

## 制作
1984年，苏联科学院研究员阿列克谢·帕基特诺夫、Dmitry Pavlovsky和Vadim Gerasimov制作了《俄罗斯方块》游戏。游戏之后在电脑上商业化发售。1988年电脑游戏出版者，Bullet-Proof Software（防彈軟件，1996年改名為藍色星球軟件，簡稱BPS，2020年10月21日併入俄羅斯方塊公司）創辦人亨克·羅傑斯在拉斯维加斯的消費電子展上注意到了此游戏並迷上了之后，他寻求游戏的出版权，取得日本地區授權後於同年11月發行家用電腦版（FM-7、MSX2、PC-8800系列、PC-9800、X1和X68000）的《俄罗斯方块》，1個月後游戏移植至任天堂的Family Computer（當時防彈軟件是任天堂官方認證的遊戲開發商），期間亦得知任天堂即将发行掌机Game Boy。在与任天堂北美的总裁荒川實接触时。羅傑斯建议到《俄罗斯方块》是最好的与掌机Game Boy捆绑发行的游戏。荒川对此提出疑问。他们计划用《超級瑪利歐樂園》来捆绑发售。羅傑斯对此反对。并提出马里奥游戏能将Game Boy卖给孩子。而《俄罗斯方块》能够针对所有年龄人群。
由于得到消息，當時英國遊戲發行商Andromeda Software（仙女座軟件）的創辦人，來自匈牙利的羅拔·施泰因（Robert Stein）直接从阿列克谢·帕基特诺夫得到许可，而不是苏联官方。任天堂给予羅傑斯发行《俄罗斯方块》的许可并且向Tengen提起诉讼。1989年3月，羅傑斯、荒川和任天堂副总裁霍华德·林肯三人前往位於苏联莫斯科的全联盟电子设备联合会（簡稱ELORG）總部簽署协定，获得《俄罗斯方块》在家用和手持平台上发行的许可。隨後於同年6月發行本作和於同年11月發行官方NES版的《俄羅斯方塊》（日本地區於2024年12月12日首次將西方NES版登陸任天堂Switch Online）。

## 评价

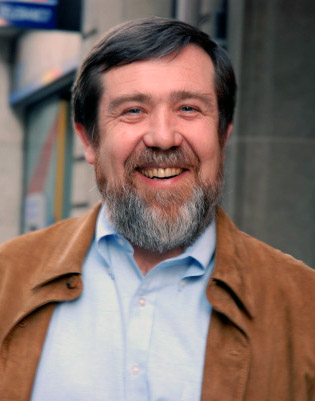
原版《俄羅斯方塊》的設計師阿列克谢·帕基特诺夫稱Game Boy版本是他最愛的版本。

至2009年6月，Game Boy平台上发行的《俄罗斯方块》共售出3500万份。在一次与IGN的访谈中，阿列克谢·帕基特诺夫提到Game Boy版本《俄罗斯方块》是他最为喜欢的版本，并且称其与最初游戏最为接近。